# Neuralgie trojklaného nervu
Neuralgie trojklaného nervu (neuralgie trigeminu) je bolestivé chronické onemocnění tohoto nervu, které může být v širším smyslu vyvolané různými problémy, například anatomickými disproporcemi, poraněním či infekcí. Je považována za jednu z nejbolestivějších poruch známých medicíně a často vede k depresi.

## Esenciální neuralgie
Pravou, tzv. esenciální neuralgii, charakterizují bleskově vznikající, šlehající bolesti, které vždy postihují pouze jednu polovinu obličeje. Často jsou vnímány jako bolest zubů. Vzniku bolestí předchází většinou zarudnutí postižené oblasti kůže a kromě toho nos, slzné a slinné žlázy vylučují větší množství sekretů než normálně. Po každém záchvatu bolesti je postižená oblast kůže na malou chvíli jakoby otupená a necitlivá.
Toto onemocnění zachvacuje většinou pouze jednu z tří větví trojklaného nervu. Postiženi bývají spíše starší lidé.

### Možnosti chybné diagnózy
Neuralgie druhé a třetí větve trojklaného nervu se často projevuje především bolestí zubů, což může někdy vést k nesprávné diagnóze. V případě, že si lékař – především zubař – neuvědomí, že tyto potíže by mohly být způsobeny neuralgií trojklaného nervu, může nevhodnými zákroky, např. vytržením podezřelých zdravých zubů, ještě více poškodit zdraví pacienta.